# 凯莉·惠勒
凯莉·惠勒（英語：Kylie Wheeler，1980年1月17日—），澳大利亚女子田径运动员。她曾代表澳大利亚参加2002年和2006年英联邦运动会田径比赛，获得一枚金牌和二枚银牌。她也曾参加2004年和2008年夏季奥林匹克运动会。